# Анероид
Анероид (греч. a — частица отрицания + nērós — «вода») — прибор для измерения атмосферного давления, в отличие от ртутного барометра, действующий без помощи жидкости.

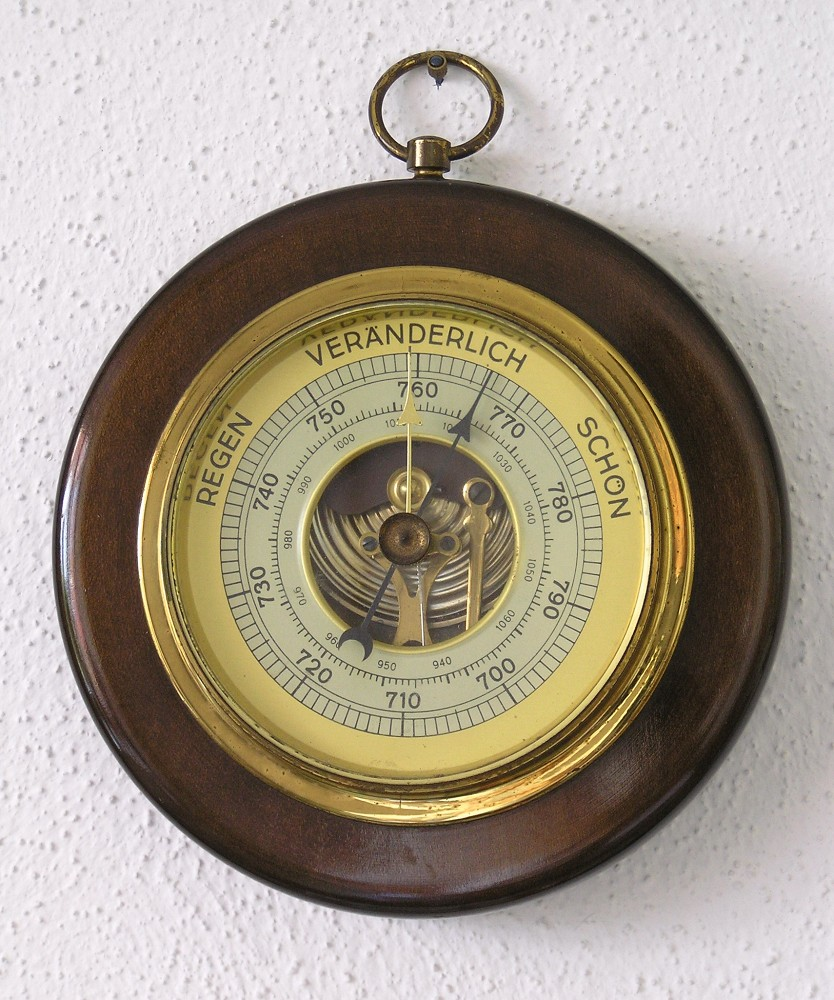
Барометр-анероид

## Устройство прибора
Основной частью анероида служит цилиндрическая металлическая коробка с концентрически-гофрированными (для большей подвижности центра) основаниями, внутри которой создано разрежение (сильфон). При повышении атмосферного давления коробка сжимается и тянет прикреплённую к ней пружину, а при понижении давления — наоборот, пружина растягивает коробку. Перемещение конца пружины через систему рычагов передаётся на стрелку, перемещающуюся по шкале. В последних конструкциях вместо пружины применяют более упругие коробки.
К шкале анероида может быть прикреплён дугообразный термометр-компенсатор, который служит для внесения поправки в показания анероида на температуру. Возможен другой вид температурного компенсатора, когда один из рычагов, передающий движение от коробки к стрелке, сделан из биметаллического сплава. Такая конструкция разработана и применяется французской фирмой NAUDET. Для получения истинного значения давления показания анероида нуждаются в поправках, которые определяются сравнением с ртутным барометром. Поправок к анероидам три:
- на шкалу — зависит от того, что анероид неодинаково реагирует на изменение давления в различных участках шкалы;
- на температуру — обусловлена зависимостью упругих свойств анероидной коробки и пружины от температуры;
- добавочная, обусловленная изменением упругих свойств коробки и пружины со временем.

Погрешность измерений анероида составляет 1—2,5 мбар. Вследствие своей портативности анероиды широко применяются в экспедициях и быту. Кроме того, анероиды используются также как высотомеры. В этом случае шкалу анероида градуируют в метрах.
Барометр-анероид — один из основных приборов, используемый метеорологами для составления прогнозов погоды на ближайшие дни, так как её изменение зависит от изменения атмосферного давления.